# Dömötör János (tanfelügyelő)
Dömötör János (Dunaszentgyörgy, 1843. december 20. – Budapest, 1877. január 8.) királyi tanfelügyelő, a Kisfaludy Társaság tagja, költő.

## Élete
Köznemes szülőktől származott, akik Dömötör 13 éves korában meghaltak. Bikács községben töltött egy év után, hova a német nyelv kedveért vitték, 1854-ben a gyönki iskola növendéke lett, hol a gimnázium három alsó osztályát végezte s 1857 őszén a nagykőrösi főgimnáziumba lépett, hol a költészet és magyar irodalom tanára Arany János volt; itt vetette meg irodalmi és főként kritikai műveltségének alapját, Szilágyi Sándor, akkor ugyanott a történelem tanára pedig segédül használta és útmutatásaival segítette. Miután a harmadik bölcseleti osztályt is elvégezte, 1863 őszén a pesti református teológiai intézet növendékei közé lépett. Itt ismerkedett meg Tolnai Lajossal, Szász Bélával, Komócsy Józseffel és Szabadossal, akikkel baráti kört alkotott, emellett fenntartotta összeköttetését Arannyal és Gyulai Pállal is. Ugyanekkor egy évig Ballagi Mór fiait is tanította. 1865 őszén a skót szabad egyház stipendiumával Török Pál püspök őt küldte ki Edinburghba, ahol egy évet töltött. A hazatért ifjút a pesti református egyház azonnal gimnáziumához előbb ideiglenes, 1867. októbertől rendes tanárnak alkalmazta; a latin klasszikusok, az angol nyelv és filozófia tanítását bízta reá, s ő mellékesen a teológián is adta elő a filozófiai tantárgyakat. Ekkor a korábban is mutatkozott melankóliája mindinkább erőt vett rajta, emberkerülő lett, majd változtatást óhajtott környezetében, életmódjában azt hitte, hogy az új munkakörrel visszatér egykori életkedve.
1873 nyarán Tolna- és Baranya megyék tanfelügyelője lett, s Szekszárdon, hol lakása volt, az ottani társasélet legkedveltebb személyévé lett, azonban ismét visszavágyódott a fővárosba régi barátai közé; s midőn 1875 tavaszán az egybecsatolt pest megyei és jászkun-kerületi tanfelügyelőség megürült, a neki fölajánlott állást elfogadta és még ugyanazon év nyarán visszatért a fővárosba, s a tanfelügyelőségek legutóbbi új szervezése alkalmával is a pest-kiskunmegyei tanfelügyelőség élén megmaradt. 1876. január 26.-án a Kisfaludy Társaság tagjai közé választá. Az öngyilkosság gondolatával sokszor foglalkozott. 1877. január 8-án Kecskemétre készült a közigazgatási gyűlésre; előtte való nap délben szomszédjától és barátjától, a Vasárnapi Ujság szerkesztőjétől vidáman elvált; este ismerőseivel vacsorázott egyik vendéglőben és 11 óráig együtt beszélgetett velük vidáman, kedélyesen mint szokott; ekkor hazament és életét önkezével kioltotta. A Kisfaludy-társaságban 1885. december 15.-én Baksay Sándor tartott fölötte emlékbeszédet.

## Munkássága
Szerkesztette a Protestáns Uj Képes Naptárt (XVII–XX. évf. Budapesten 1872–74.)
Mint kőrösi tanuló lépett fel először az irodalomban, Szabó Károly pápai tanár Költészettanára szigorú kritikát írt a Prot. Egyházi és Iskolai Lapba (1857); pesti tartózkodása első évében (1863–64) a Hölgydivatlapban Lauka Gusztáv költeményeit és az Ujabb magyar lantosok c. anthológiát bírálta; 1864-ben a Kisfaludy Társaságtól kihirdetett egyik pályakérdésre, mely a ballada elméletét kívánta, dolgozatát első helyen dicsérettel említették és azt a társaság Évlapjaiban (Uj F. II. 1865) kiadták; Zilahy Károly halála után részt vett az elhunytnak többi barátaival együtt munkái kiadásában, melyhez ő írta a bevezető életrajzot. Tolnából (1873) küldözgetett cikkeket a Vasárnapi Ujságnak, ahova már előbb is legtöbbet dolgozott, később is sokat írt e lapba névtelenül vagy pár betűjegy alatt (1873–77. Bartal György, Toldy Ferencz, Gyulai Pál, báró Kemény Zsigmond és Longfellow életrajza s elbeszélések); költeményeket és kritikai cikkeket bocsátott közre a Budapesti Szemlében (II. VIII. X–XII.). 1873 elején a Korunkban jelentek meg: Az öngyilkos költőkről, Karikó János, egy naturalista énekköltő, A nemzeti szinház ügye, szinészeink és hirlapjaink, Az akadémiai almanach birálata, Szemere Miklós és Szász Károly. Néhány költemény, tárcák, apróbb bírálatok és ismeretterjesztő cikkek jelentek meg a föntebbi lapokon kívül a Fővárosi Lapok (1865), Magyarország és Nagyvilág (1872), Képes Néplapban (Falusi János levelei), Keresztyén Családban és naptárakban. Tompa költeményeihez (Pest, 1870. 6 kötet) a magyarázó jegyzetek összeállításában és kidolgozásában legtöbbet fáradott.
Álneve és jegyei: Falusi János D-r János, D. J. és -R -S.

## Munkái
- Dömötör János munkái. Sajtó alá rendezték barátai. Bpest, 1878. (Életrajzával Baráth Ferencztől. Ism. P. Napló 92. Vasárnapi Ujság 10. sz. Magyarország és a Nagyvilág 16. sz. Bud. Szemle XXII. 1880.)